# Ian Bohen

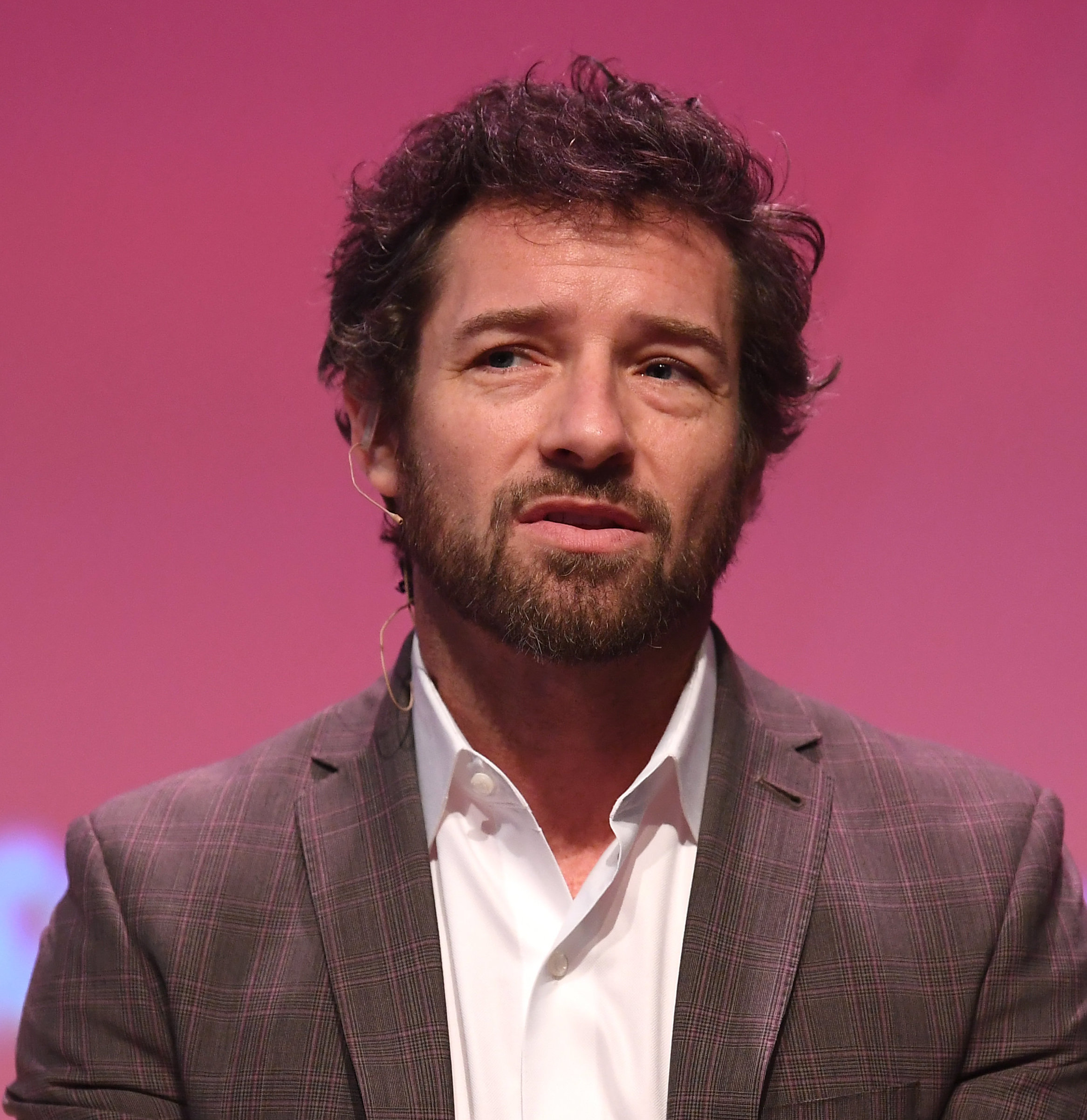
Ian Bohen

Ian Stuart Bohen (* 24. September 1976 in Carmel, Kalifornien) ist ein US-amerikanischer Schauspieler.

## Leben
Bohen wuchs in seiner Geburtsstadt auf. Er startete seine Schauspielkarriere im Jahr 1993 in „Delievering“. Danach spielte er die Rolle des „Young Earp“ in Lawrence Kasdans Oscar-nominiertem Film Wyatt Earp – Das Leben einer Legende. Von 1998 bis 2001 trat er in zehn Folgen von Any Day Now als Jonny O’Brien auf. Er war in einer Staffel der amerikanischen Fernsehserie Mad Men als Roy Hazelitt zu sehen. Von 2011 bis 2017 spielte er die Rolle des „Peter Hale“ in der Serie Teen Wolf. In der ersten Staffel spielte er den Hauptbösewicht und den ehemaligen Feind der Hauptfigur „Scott McCall“.

## Filmografie (Auswahl)

### Filme
- 1993: Delivering (Kurzfilm)
- 1994: Wyatt Earp – Das Leben einer Legende (Wyatt Earp)
- 1995: Monster Mash
- 1996: Haus der stummen Schreie (If These Walls Could Talk, Fernsehfilm)
- 1996: Ihre einzige Chance (Her Last Chance, Fernsehfilm)
- 1998: Der junge Hercules (Young Hercules, Fernsehfilm)
- 2001: Pearl Harbor
- 2002: Hometown Legend
- 2006: Special
- 2007: Marigold
- 2008: Interpretation (Kurzfilm)
- 2010: Irreversi
- 2011: Fanboy (Kurzfilm)
- 2011: Vile
- 2011: 5 Souls
- 2012: The Dark Knight Rises
- 2017: Wind River
- 2018: Sicario 2 (Sicario: Day of the Soldado)
- 2023: Teen Wolf: The Movie
- 2024: Call Me Now: The Rise and Fall of Miss Cleo
- 2024: Air Force One Down: Die Agentin des Präsidenten (Air Force One Down)

### Fernsehserien
- 1994: Lisa – Der helle Wahnsinn (Weird Science, Folge 2x10)
- 1995: Walker, Texas Ranger (Folge 3x15)
- 1995: Dr. Quinn – Ärztin aus Leidenschaft (Dr. Quinn, Medicine Woman, Folge 3x21)
- 1996: Das Leben und Ich (Boy Meets World, Folge 3x18)
- 1996: Picket Fences – Tatort Gartenzaun (Picket Fences, Folge 4x22)
- 1996: Townies (Folge 1x08)
- 1997: Baywatch Nights (Folge 2x16)
- 1997–1998: Hercules (Hercules: The Legendary Journeys, 4 Folgen)
- 1998: Dawson’s Creek (Folge 1x03)
- 1998: In guten wie in schlechten Tagen (To Have & to Hold, Folge 1x05)
- 1998–2001: Alabama Dreams (Any Day Now, 10 Folgen)
- 2004: JAG – Im Auftrag der Ehre (JAG, Folge 9x22)
- 2004: Cold Case – Kein Opfer ist je vergessen (Cold Case, Folge 2x02)
- 2004: Die himmlische Joan (Joan of Arcadia, Folge 2x06)
- 2007: Mad Men (2 Folgen)
- 2009: Prison Break (Folge 4x20)
- 2010: CSI: Miami (Folge 9x04)
- 2011: Drop Dead Diva (Folge 3x01)
- 2011–2017: Teen Wolf (42 Folgen)
- 2012: Breakout Kings (7 Folgen)
- 2012: The Mentalist (Folge 4x15)
- 2012: Major Crimes (4 Folgen)
- 2012: The Client List (Folge 2x12)
- 2014: Chicago P.D. (8 Folgen)
- 2018–2024: Yellowstone (50 Folgen)
- 2022: Superman & Lois (8 Folgen)